# Патти, Том
Том Па́тти (англ. Tom Patti, род. 22 октября 1962, Нью-Йорк, Нью-Йорк) — американский политик, супервайзер округа[неизвестный термин] Сан-Хоакин (штат Калифорния), бизнесмен и общественный деятель, пятикратный чемпион штата в любительском турнире по боксу «Золотые перчатки», после смерти Каса Д’Амато был менеджером и тренером Майка Тайсона.

## Биография
Родился в 1963 году в Нью-Йорке, затем переехал в Стоктон (штат Калифорния).
В 1969 начал учёбу в школе А. А. Stagg High.
В 1981 он стал членом спортивной команды по плаванию и водному поло. После окончания школы он поступил в Дельта Колледж, где в 2015 году стал членом совета фонда Дельта колледжа — некоммерческой организации, цель которой является создание возможностей для местных студентов получать дополнительное образование.
С 1982 года Том Патти вместе с Майком Тайсоном находился под непосредственным руководством менеджера и тренера по боксу Каса Д’Амато.
В 2001 году Том Патти вернулся в Стоктон, где находилась семейная компания «Delta Cranes», основанная его отцом в 1969 году.
8 ноября, 2016 года Том Патти был избран супервайзером 3-го округа Сан-Хоакин, а в январе 2017 года официально вступил в должность, дав присягу на собрании, на котором присутствовали его отец и мать Энтони и Пенни Патти, а также дочери Тейлор и Пресли.
До этого Том Патти был 5-кратным чемпионом штата и «Золотых Перчаток», после чего работал на телевидении и снимался в фильмах. Начало актёрской карьеры Тома приходится на 1988 год. Патти также работал в постановках с такими актёрами как Энтони Майкл Холл, Роберт Дауни, Ума Турман, Микки Рурк, Кристофер Уокен, Шарлиз Терон, Эрнест Боргнайн.

## Фильмография
- 1988 — Джонни, будь хорошим — шофёр
- 1988 — Свой парень — Франзетти
- 1989 — Океан — Себастиан Педомо
- 1997 — Секреты Голливуда — бармен
- 1998 — Адская кухня — Би Джей
- 2003 — Невеста по почте — тренер
- 2004 — Когда меня полюбят — Майкл

## Деятельность
Том Патти является активным членом совета по борьбе с насилием над детьми (англ. the Equal Employment Opportunity Committee for San Joaquin County).
Он выступает за поддержку малых предпринимательств, как за основу экономического развития страны и создания новых рабочих мест. В 2017 году совет директоров округа Сан-Хоакин назначает Тома Патти одним из комиссаров руководящего совета HPSJ.
В 2017 года совместно с Олегом Мальцевым выпустил книгу «Бескомпромиссный маятник», посвящённую стилю боя, которому обучал тренер по боксу Каса Д’Амато своих учеников, более известному как пик-а-бу.